# Trois Sœurs (film, 1988)
Pour les articles homonymes, voir Trois sœurs.
Pour plus de détails, voir Fiche technique et Distribution.
Trois Sœurs (titre allemand : Fürchten und Lieben, titre italien : Paura e amore) est un film franco-italo-allemand réalisé par Margarethe von Trotta, sorti en 1988.

## Fiche technique
- Titre original : Paura e amore
- Titre français : Trois sœurs
- Réalisation : Margarethe von Trotta
- Scénario : Margarethe von Trotta et Dacia Maraini d'après la pièceLes Trois Sœurs d'Anton Tchekhov
- Photographie : Giuseppe Lanci
- Montage : Enzo Meniconi
- Musique : Franco Piersanti
- Production : Romano Cardarelli, André Djaoui, Marina Gefter, Eberhard Junkersdorf et Angelo Rizzoli Jr.
- Pays de production : France - Italie - Allemagne de l'Ouest
- Format : Couleurs
- Genre : drame
- Durée : 112 minutes
- Dates de sortie : 
  - Italie : 19 avril 1988
  - France : 7 mai 1988 (Festival de Cannes) ; 21 septembre 1988
  - Allemagne de l'Ouest : 29 septembre 1988

## Distribution
- Fanny Ardant : Velia Parini
- Greta Scacchi : Maria
- Valeria Golino : Sandra Parini
- Peter Simonischek : Massimo
- Sergio Castellitto : Roberto
- Agnès Soral : Sabrina
- Giovanni Colombo : Marco
- Jan Biczycki : Cecchini
- Paolo Hendel : Federico
- Ralph Schicha : Nicole
- Gila von Weitershausen : Erika
- Giampiero Bianchi : Giacomo
- Guido Alberti : Baretti
- Giovanni Grazzini